# Idolomorpha lateralis
Idolomorpha lateralis är en bönsyrseart som beskrevs av Hermann Burmeister 1838. Idolomorpha lateralis ingår i släktet Idolomorpha och familjen Empusidae. Inga underarter finns listade i Catalogue of Life.